# Доната Премеру
Доната Премеру (4. јун 1934) је музиколог и музички писац, дугогодишњи музички уредник радио Београда, предавач и новинар.

## Биографија
После дипломе музикологије на Музичкој академији у Загребу, у Лондону је завршила последипломске студије из Ране и Музике 20. века. Студирала је и Историју уметности на Свеучилишту у Загребу. Први је музиколог, и низ година једини на радио Београду од оснивања 3. програма (1965), а од 1983. године музички је уредник групе емисија /за недељу/ на првом стерео музичком викенд програму Стереорама радио Београда. Сарађивала са радио-станицама BBC у Лондону, III програмом у Загребу, Новом Саду, итд. Предавала за МО у Загребу и Београду. Члан је УКС (као музиколог од 1976) и Европског удружења новинара (C.E.J. od 1989).

## Текстови, прилози и циклуси
На радију (III, II, I програми и Стереорама);
у дневним листовима (Политика, Наша/Нова Борба) и
часописима ОКО (Загреб), Нови Звук/New Sound, Continuo, РЕЧ, Пројекат, Pro Femina, Pro Musica, Књижевност/Просвета, Музикологија, Театрон, Књижевни магазин, Часопис Трећег програма радио Београда, Позориште, Кораци, Музика Класика; Il mondo della musica (Рим) и C.E.J. Journals (Удружење европских новинара); New Moment i Tempo-Quarterly Review of Modern Music (Cambridge).
За први домаћи Лексикон опера (2008) писала је о савременим операма (Данијел Берц /Börtz/ Marie Antoinette; Золтан Кодај /Kodály/ Háry János /; Ђерђ Лигети Le grand macabre/Велики погром; Луиђи Ноно Intolleranza 1960; Emil Petrovič C'est la guerre!/То је рат!; Шандор Соколаи /Szokolay/ Крвава свадба, Исидора Жебељан Zora D i Ференц Еркел Bánk Bán).
Поред низа других емисија, на Стереорами започету музиколошко-новинарску емисију Музика с поводом уређује и води и данас и прва је емисија, дуго и једина, на радио Београду, која се на захтев слушалаца сутрадан репризира. У 2016. години, Борислав Стојков и Доната Премеру објавили су књигу Филм и музика – искушења великих композитора, која је била заснована на 16 радијских емисија посвећених музици у филму.

## Сарадња
Низ година била је члан жирија Међународног такмичења Т. И. М (почасни председник диригент Зубин Мехта) - финале свих категорија у Риму, а 2006. председник жирија клавирског такмичења „Василије Мокрањац“ у Новом Саду. Позвана и учествовала на Европским симпозијумима у Риму ('Архиви РТВ институција' - као представник некадашње Југославије, 'О савременој опери' – и одржала предавање на исту тему на ФМУ у Бгд-у);

## Награде радио Београда и захвалнице
Године 1965. прва емисија за 2. програм 'За МО' (Мала историјска шетња музичким Београдом), а 1990. године поводом 25 година креативног рада - примила је високо признање радио Београда 'новинарски’ Златни микрофон, као први музички уредник радија уопште (а други музичар - после диригента Младена Јагушта);
- 2006. Захвалница Гитарарт фестивала за подршку и промоцију фестивала од почетка;
- 2009. Захвалница од музичке школе 'Бора Станковић' у Бору где слушају емисију Музика с поводом и 'пуно тога су научили' - стоји записано.

## Иностране награде и признања
Као музиколог и музички уредник радио Београда, једина са ових простора, ушла је у неколико енциклопедијских издања, и добитница је релевантних награда: од 1998. до 2012. укупно 14: од IBC / International Biographical Centre, Cambridge/ i IBI / International Biographical Institute SAD/. 
- 1998. International Who's Who in Music and Musicians Directory -Cambridge, England;
- 2002. "2000 Outstanding Musicians of the 20th Century" Cambridge, UK;
- 2002. Lifetime Achievement Award (IBC, Cambridge, UK)(‘I have been following your career path with great admiration…and I would therefore like to confer on you the IBC Lifetime Achievemnt Award’-Nicholas S. Law, Director General, 19th July, 2002);
- 2007. ТОП 100 Мусицианс - диплому као једна од 100 врхунских музичара за 2007. (IBC International Biographical Centre, Cambridge, UK);
- Woman of the year Award 2008 - (IBI SAD);
- 2008. Lifetime Achievement Award - Награда за животно дело са дипломом 2008;

(Међународни биографски институт - IBI SAD) - за иницијативу, да Исидора Жебељан напише оперу за такмичење Genesis fondacije /London, 2002/: њена прва камерна опера Зора Д. уједно је и прва српска опера (на немачком језику) наручена и изведена у свету (2003. Амстердам, Беч итд.); 
- 2008. International Mozart Award for Musical Achievement (IBC, Cambridge, UK);
- 2009. "International Prophiles of Accomplished Leaders - 'за досадашње успехе и резултате рада као иновативан и маштовит музичар' (IBI International Biographical Institute, SAD (one of 2000 musicians selected from 75 countries) - 'We congratulate you on your nomination for biographical inclusion in the inaugural edition of International Profiles of Accomplished Leaders. That is a very distinguished honour of which you can be most proud!’ (3. avg. 2009);
- Member of the Board of the Governors 2009. - позвана у Вашингтон као члан њиховог Института и представник из Европе (IBI SAD)
- 2009. Gold Medal (IBI SAD);
- 2010. Позвана у Кембриџ на World Forum као представник овог региона;
- 2011. WOMAN OF ACHIEVEMENT AWARD - (Institute of Governing Board of Editors) - 'The Board nominated you due to your many achievements as noted in the forthcoming edition'
- 2011. 15th Edition World Who's Who of Women (International Biographical Centre, Cambridge, England);
- 2012. 2000 Outstanding Intellectuals of the 21st Century - 'Inclusion is a sign of recognition'.